# Refil Björnsson
Refil Björnsson, o Refill (in norreno Refil Bjǫrnsson; ... – IX secolo), è stato un principe semi-leggendario svedese della dinastia di Munsö e re del mare, vissuto nella prima metà del IX secolo.
Secondo la saga di Hervör, era figlio di re Björn Fianco di Ferro e fu un importante capo-vichingo (re del mare):
(saga di Hervör, cap. 16)